# Harry Greb
Pour les articles homonymes, voir Greb.
Harry Greb est un boxeur américain né le 6 juin 1894 et mort le 22 octobre 1926 à Pittsburgh, Pennsylvanie. Surnommé le Moulin à vents de Pittsburgh, il a été champion américain des poids mi-lourds de 1922 à 1923 et champion du monde des poids moyens de 1923 à 1926. Il a combattu 299 fois au cours de sa carrière de 13 ans. Il a rencontré les meilleurs boxeurs des années 1910 et 1920. Son début de carrière en tant que poids moyen ne l'a pas empêché d'affronter des boxeurs poids lourds.
Il tire son surnom de sa façon de boxer : il est connu pour lancer des coups rapides sans arrêt, et ce, tout au long du combat. Il meurt prématurément à 32 ans lors d'une opération en ne se réveillant pas après l'anesthésie.

## Enfance et débuts
Edward Henry Greb est né le 6 juin 1894 dans une famille ouvrière d'un père et d'une mère immigrés  d'origine allemande, Pius (1860-1945) et Annie Greb (1863-1959). Deuxième de la fratrie, il a cinq frères et sœurs.
Il débute un apprentissage d'électricien à l'âge de 16 ans. Harry commence sa carrière de boxeur professionnel en 1913, combattant principalement autour de sa ville natale de Pittsburgh.
Il rejoint la Navy en 1917 lors de l'entrée des États-Unis dans la Première Guerre Mondiale.

## Carrière professionnelle

### Ascension vers le titre
En 1915, Harry Greb a l'occasion de disputer deux combats face à des boxeurs réputés : Tommy Gibbons et le champion en titre des poids moyens George Chip, qu'il affronta deux fois entre 1915 et 1916 dans des combats sans titre. Greb est déclaré perdant lors des deux combats par décision de "journal". Greb combat 37 fois au cours de la seule année 1917, ce qui constitue un record, et en remporte 34. Parmi ses victoires de cette année figuraient le champion en titre des poids lourds légers Battling Levinsky (dans un combat sans titre), l'ancien champion des poids lourds légers Jack Dillon, le poids moyen George Chip et le poids lourd Willie Meehan, qui avait battu le futur champion des poids lourds Jack Dempsey plus tôt dans l'année.
Malgré ces excellents résultats, Greb s'est toujours vu refuser une chance de se battre pour un titre peut-être en raison de son match nul contre Mike O'Dowd, qui allait remporter le titre des poids moyens au cours de l'année 1917, et  sa défaite face à Billy Miske.
Après ces revers, Greb remporte ses 52 combats suivants. Au cours de cette séquence, il bat notamment le futur champion des poids mi-lourds Mike McTigue, les prétendants aux poids lourds Billy Miske, Mike Gibbons, Bill Brennan, Jeff Smith, Leo Houck et Battling Levinsky, champion en titre des poids lourds-légers.
En 1921, à la suite de sa victoire sur Kid Norfolk, il obtient une chance pour le titre mondial des poids moyens.

### Champion des mi-lourds
Harry Greb a détenu le titre de champion américain des poids mi-lourds entre le 23 mai 1922 et le 23 février 1923. Il obtient ce titre en battant Gene Tunney.

#### Opposition face à Tunney

##### Le combat
Le 23 mai 1922, Harry Greb rencontre Gene Tunney, alors champion américain invaincu des poids mi-lourds au Madison Square Garden, devant une foule de 13 000 personnes. Le combat, particulièrement sanglant, est déterminant dans la carrière de Greb. Dès le premier round, Tunney se retrouve avec le nez fracturé et une profonde entaille à l’œil gauche. Les témoins du combat rapporte que Tunney a perdu beaucoup de sang pendant la rencontre à tel point que le ring et les cordes étaient couverts de sang ; les médecins de l'époque estiment une perte de deux litres de sang. Greb a été contraint à plusieurs reprises de demander à l'arbitre, Kid McPartland, d'essuyer ses gants tachés de sang avec une serviette.
Tunney n'abandonne pas et continue le combat avec ténacité : Il vacille mais ne rompe pas malgré le fait de passer la plupart des reprises dans les cordes, écrasé par la pression mise par Greb. Au fur et à mesure que le combat durait, Tunney commençait à s'affaiblir en raison du rythme incessant. Il utilisait ses avant-bras pour essuyer le sang qui l'aveuglait et s'appuyait contre les cordes pour récupérer. Tout au long du combat, Greb demandait à l'arbitre d'arrêter le combat tandis que son adversaire l'implorait de continuer, refusant de céder son titre, allant même jusqu'à sourire lors des 13e, 14e et 15e reprises pour éviter un arrêt. McPartland aurait sans doute arrêté le combat avant la limite s'il ne s'agissait pas d'un championnat avec un titre à la clef.
À la fin des quinze rounds, Greb est déclaré vainqueur à la décision unanime. Il inflige alors la première et la seule défaite professionnelle dans la carrière de Tunney. Bon joueur, ce dernier le félicite avant de s'effondrer dans les vestiaires. Le combat est salué comme le combat de l'année 1922 par Ring Magazine.
Greb devient ainsi champion des mi-lourds.

##### La revanche
Après avoir défendu son titre contre Tommy Loughran, Greb rencontre Tunney une nouvelle fois pour une revanche le 23 février 1923. Le combat, qui se déroule au Madison Square Garden en 15 rounds, est serré. Tunney a adapté sa boxe pour prendre sa revanche et a été aidé dans sa préparation par Benny Leonard. Ce dernier lui suggère notamment de toucher le tronc et moins la tête, contrairement à ce qu'il a fait lors du premier combat. Greb, bien que physiquement en forme, n'est pas totalement concentré sur le combat : sa femme vient tout juste de guérir de la tuberculose. De plus, son manager, Billy Gibson, est désormais du côté de Tunney. La décision, très controversée, donne Gene Tunney vainqueur à la décision partagée. Plusieurs témoins indiquent que Greb a su gérer le combat et a battu Tunney, le coupant et l'ébranlant à plusieurs reprises. Pour d'autres, Tunney a su riposter contrairement à la première rencontre et proposer une opposition. La foule a hué lorsque Tunney a été annoncé comme vainqueur,. Bon joueur, ce dernier lui propose une revanche en constatant la polémique à la suite de sa victoire.

##### Les combats suivants
Les deux hommes se rencontreront encore trois fois, Tunney défendant avec succès son titre à chaque rencontre. La première victoire est obtenue à la décision majoritaire à l'issue d'un combat de 15 rounds. Le combat tourne rapidement à l'avantage de Tunney, qui reproduit sa tactique des coups au corps ; de son côté, Greb qui utilise moins de coups illégaux, finit par ébranler le champion à la 15e reprise mais cela ne suffit pas à modifier l'issue du match.
Le quatrième combat se solde par un match nul selon les journaux. Les arbitres, quant à eux, n'ont pas donné de décision.
Le cinquième combat se conclut par une victoire de Tunney. Ce combat lui permet de démonter sa supériorité sur Harry Greb. Ce dernier s'est fait dominer sur six des dix rounds (voire huit pour certains observateurs) ; dépassé, il a été contraint de mener un combat défensif dès le 3e round, en cherchant continuellement à s'accrocher pour casser les attaques. Malgré la précisions des coups aux corps portés par Tunney, Greb a atteint la limite et n'a pas perdu par KO ou TKO. Selon Tunney, vers la fin du match alors que les deux combattants étaient enfermés dans un corps à corps, Greb aurait demandé à Tunney de ne pas l'assommer. Ce dernier aurait accepté et aurait vu dans cette demande un hommage à sa supériorité. Tunney a déclaré « Voici l'un des plus grands combattants de tous les temps déposant son bouclier, admettant sa défaite sachant que je ne l'exposerais pas »,.
Greb est resté le seul homme à avoir jamais battu Tunney, et ce dernier fera partie des porteurs lors des funérailles de Greb.

### Champion des poids moyens

#### Combat pour le titre
Le 31 août 1923, quelques mois après sa première défaite face à Tunney, Greb affronte Johnny Wilson, alors champion du monde des poids moyens dans un combat en quinze rounds. Greb ne se bat pas dans son style cyclonique habituel. Craignant une disqualification, il décide de boxer dans un style plus classique, privilégiant la vitesse. Le combat, décrit comme ordinaire à l'époque, tourne à son avantage et il est déclaré vainqueur à la décision unanime. Wilson remporte les 10e, 14e et 15e rounds tandis que Greb gagne tous les autres.
La revanche a lieu le 18 janvier 1924, au Madison Square Garden, est remportée par Greb par décision unanime.

#### Opposition face à Walker
La défense de titre la plus notable de Greb est celle contre Mickey Walker. Le combat a lieu le 2 juillet 1925, au Polo Grounds de New York. A la surprise générale, le champion en titre arrive à tenir la limite de poids de 160 livres et est annoncé comme favori. Le combat débute en faveur de Walker qui profite des difficultés que rencontrent Greb pour se déplacer en raison de crampes au niveau des jambes. Les reprises suivantes permettent au champion de proposer une opposition et de remporter des rounds. Néanmoins, Walker réussi à blesser Greb avec, notamment, des crochets au corps. A la 14ème reprise, Greb essaye de mettre KO Walker dans un assaut de coups de poing. Le challenger, renvoyé dans les cordes, résiste malgré une coupure au menton. Malheureusement l'issue du combat est déjà connue : Greb remporte la victoire à la décision unanime après cette démonstration qui clôt le combat.

#### Perte du titre et fin de carrière
Greb conserve son titre de champion des poids moyens jusqu'au 26 février 1926, date à laquelle il le cède à Tiger Flowers. La victoire, à la décision partagée, est accueillie froidement par la foule, certains voyant Greb devant. La revanche se déroule le 19 août 1926 et confirme la supériorité de Flowers.

## Problèmes de vue
En 1921, lors d'un combat contre Kid Norfolk, Greb reçoit un coup de pouce dans l'œil droit qui entraine une déchirure de la rétine. Celle-ci conduit à une cécité permanente quelque temps plus tard. En dépit de la blessure, Harry Greb gagne par décision en dix rounds et obtient sa chance pour le titre des poids moyens.
Greb a probablement complètement perdu la vue après son cinquième combat contre Bob Roper, prenant près de deux mois pour récupérer. Il a consulté des médecins pour ses deux yeux. Il a réussi à garder secrète sa blessure n'en informant que sa femme et ses amis les plus proches. Il a notamment trompé les médecins lors des examens médicaux d'avant le combat en mémorisant l'ordre des lettres sur le tableau de Snellen.

## Retrait du monde de la boxe et fin de vie
Greb prend sa retraite après sa deuxième défaite contre Flowers. Il prévoit d'ouvrir un gymnase au centre-ville de Pittsburgh,. En septembre 1926, il se fait retirer l'œil droit et le fait remplacer par une prothèse oculaire.
Il refuse un emploi de partenaire d'entraînement de Jack Dempsey qui prépare son combat contre Tunney.
Greb se rend dans une clinique d'Atlantic City pour une intervention chirurgicale visant à réparer les dommages causés par sa carrière de boxeur ainsi qu'un accident de voiture ayant eu lieu deux semaines plus tôt. Lors de l'opération, des complications entrainent le décès de Greb, qui meurt d'insuffisance cardiaque le 22 octobre 1926,. Pour le Dr. Weinberg, le décès est dû à un caillot de sang situé dans le cerveau qui se serait formé lors de l'accident de voiture.
Greb a été enterré au cimetière du Calvaire dans sa ville natale de Pittsburgh en Pennsylvanie.

## Style de boxe
Harry Greb avait un style de combat très agressif et très rapide lui permettant de noyer ses adversaires sous une tempête de coups de poing. Il avait pour habitude de chercher le KO. Il était insaisissable avec un très bon jeu de jambes qui lui permettait d'éviter au mieux ses adversaires. Il était également connu pour sa boxe pas toujours académique et n'avait aucun scrupule à employer toutes sortes de tactiques douteuses, voire des coups illégaux,,,.
Greb était un boxeur capable d'encaisser ; sa résistance lui a permis de ne subir que deux défaites par TKO au cours de sa carrière. Le premier en était à son septième combat lorsqu'il a été mis KO par Joe Chip, , le second s'est produit 3 ans plus tard face à Kid Graves. Lors de ce combat, Greb s'est cassé le bras gauche lors d'une attaque et n'a pas été en mesure de se présenter au round suivant.
La faiblesse de Greb a sans doute été son manque de puissance de frappe. Il était capable de blesser de nombreux adversaires en raison de l'assaut constant de coups de poing qu'il effectuait. Cependant, ses adversaires étant souvent plus lourd que lui, il était très difficile de les mettre KO.

## Vie privée
Harry Greb se marie à Mildred Greb, née Reilly (1901-1923), qu'il rencontre après sa victoire contre Harry Baker en 1915. Il l'épouse le 27 janvier 1919. Ensemble, ils ont une fille nommé Dorothy. Mildred décède le 18 mars 1923 d'une pneumonie.
En juillet 1925, Greb commence à fréquenter Naomi Braden.

## Héritage
Greb est connu pour son esprit combatif et sa volonté d'affronter le plus de boxeur possible. Il a accepté d'affronter des boxeurs afro-américains tels que Jack Blackburn, Kid Norfolk et Tiger Flowers à une époque où de nombreux boxeurs blancs refusaient de le faire. Au total, Greb a affronté 16 boxeurs de l'International Boxing Hall of Fame, dont plusieurs ont marqué l'histoire de la boxe anglaise. En 1919, il combat à 45 reprises (45-0) ce qui constitue un exploit,.
Largement considéré comme l'un des meilleurs combattants de tous les temps, Greb est actuellement classé par BoxRec comme le 9e plus grand combattant de tous les temps. Greb a également été nommé 9e plus grand combattant de tous les temps par l'historien Bert Sugar, le 4e plus grand combattant de tous les temps par l'historien et commentateur de boxe Max Kellerman et classé comme le #1 poids moyen et #2 combattant pound for pound de tous les temps par l'International Boxing Research Organization. Greb a également été inscrit au Ring Magazine Hall of Fame en 1955, au Pennsylvania Sports Hall of Fame en 1970, au World Boxing Hall of Fame en 1980 et à l'International Boxing Hall of Fame en tant qu'intronisé de première classe en 1990.
Il n'existe aucune vidéo de ses combats.

## Palmarès en boxe professionnelle
| 119 combats     | 108 victoires | 8 défaites |
| Avant la limite | 49            | 2          |
| Sur décision    | 59            | 6          |
| Match nul       | 3             | 3          |

À ce total, se rajoutent 179 décisions de journaux et 1 no-contest.

## Distinctions
- Harry Greb est élu boxeur de l'année en 1922 et 1924 par Ring Magazine.
- Il est membre de l'International Boxing Hall of Fame depuis sa création en 1990[49].

## Référence
1. 1 2 3 4 5  (en) Boxrec, « Harry Greb - carrière », sur boxrec.com (consulté le 2 août 2021)
2. ↑  (en) Ring Magazine, « The best of all time A to Z: Greb », sur ringtv.com (consulté le 2 août 2021)
3. 1 2 3 4  (en) Findagrave, « Harry Greb », sur findagrave.com (consulté le 4 août 2021)
4. 1 2  (en) Bill Paxton, The Fearless Harry Greb: Biography of a Tragic Hero of Boxing, 2009 (ISBN 9780786440160, lire en ligne), p. 3
5. ↑  (en) Bill Paxton, https://books.google.fr/books?id=kUeDc_wYSnoC&pg=PA5&redir_esc=y#v=onepage&q&f=false, McFarland, 2009 (lire en ligne), p. 45
6. ↑  (en) Bill Paxton, The Fearless Harry Greb: Biography of a Tragic Hero of Boxing, 2009 (lire en ligne)
7. 1 2  À l'époque, les décisions officielles n'étaient pas toujours prises par des juges à la fin d'un combat. Les journaux couvrant l'événement rendaient alors une décision sur la base des impressions du public.
8. ↑  Le titre mondial des poids mi-lourd est alors détenu par Georges Carpentier.
9. 1 2 3 4  (en) Boxrec, « Harry Greb vs. Gene Tunney (1st meeting) », sur Boxrec.com (consulté le 3 août 2021)
10. 1 2 3 4 5  (en) James R. Fair, « Blood, Sweat, Toil but No Tears from Tunney », sur Sports Illustrated (consulté le 3 août 2021)
11. ↑  (en) Boxrec, « Billy 'Kid' McPartland », sur Boxrec.com (consulté le 3 août 2021)
12. ↑  (en) Jim Jab, « Tunney no match for speedy Greb », Pittsburgh Press,‎ 24 mai 1922 (lire en ligne)
13. ↑  (en) Boxrec, « Harry Greb vs. Tommy Loughran (1st meeting) », sur Boxrec.com (consulté le 2 août 2021)
14. 1 2 3  (en) Boxrec, « Harry Greb vs. Gene Tunney (2nd meeting) », sur Boxrec.com (consulté le 2 août 2021)
15. ↑  (en) Bill Paxton, The Fearless Harry Greb: Biography of a Tragic Hero of Boxing, MacFarland, 2009 (lire en ligne), p. 160 à 164
16. 1 2 3  (en) Bill Paxton, The Fearless Harry Greb: Biography of a Tragic Hero of Boxing, MacFarland, 2009 (lire en ligne), p. 159
17. ↑  (en) Bill Paxton, The Fearless Harry Greb: Biography of a Tragic Hero of Boxing, MacFarland, 2009 (lire en ligne), p. 164
18. ↑  (en) « Tunney Regains His Ring Honors », The New York Times,‎ 24 février 1923 (lire en ligne)
19. ↑  (en) Gene Tunney, A Man must fight, Houghton Mifflin Company, 1932, 288 p., p. 162
20. 1 2  (en) Boxrec, « Harry Greb vs. Gene Tunney (3rd meeting) », sur Boxrec.com (consulté le 2 août 2021)
21. 1 2  (en) Boxrec, « Harry Greb vs. Gene Tunney (4th meeting) », sur Boxrec.com (consulté le 3 août 2021)
22. 1 2  (en) Boxrec, « Harry Greb vs. Gene Tunney (5th meeting) », sur Boxrec.com (consulté le 3 août 2021)
23. ↑  En anglais : "Here was one of the greatest fighters of all time laying down his shield, admitting defeat and knowing I would not expose him"
24. ↑  (en) Keith Terceira, « Harry Greb: “The Big Ones Grunt Harder” », sur Boxingscene (consulté le 3 août 2021).
25. 1 2  (en) Boxrec, « Harry Greb vs. Johnny Wilson (1st meeting) », sur Boxrec.com (consulté le 4 août 2021)
26. ↑  (en) Boxrec, « Harry Greb vs. Johnny Wilson (2nd meeting) », sur Boxrec.com (consulté le 4 août 2021)
27. ↑  (en) Boxrec, « Harry Greb vs. Mickey Walker », sur Boxrec.com (consulté le 4 août 2021)
28. 1 2  (en) John F. McKenna, « Famous Ring Wars: Harry Greb vs. Mickey Walker », sur boxingnews24.com, 15 janvier 2012 (consulté le 4 août 2021)
29. 1 2  (en) Boxrec, « Harry Greb vs. Tiger Flowers (2nd meeting) », sur Boxrec.com (consulté le 4 août 2021)
30. ↑  (en) Boxrec, « Harry Greb vs. Tiger Flowers (3rd meeting) », sur Boxrec.com (consulté le 4 août 2021)
31. 1 2  (en) Bill Paxton, The Fearless Harry Greb: Biography of a Tragic Hero of Boxing, 2009 (lire en ligne), p. 100 à 106
32. ↑  (en) Boxrec, « 1921-08-29 Forbes Field, Pittsburgh, USA », sur Boxrec.com (consulté le 2 août 2021)
33. 1 2 3 4 5  (en) Springs Toledo, « Where Have You Gone, Harry Greb? », sur The Sweet Science (consulté le 2 août 2021)
34. ↑  (en) Bill Paxton, The Fearless Harry Greb: Biography of a Tragic Hero of Boxing, 2009 (lire en ligne), p. 206
35. ↑  (en) The Editors of Encyclopaedia Britannica, « Harry Greb », The Editors of Encyclopaedia Britannica,‎ 20 juillet 1998 (lire en ligne)
36. 1 2  (en) Bill Paxton, The Fearless Harry Greb: Biography of a Tragic Hero of Boxing, McFarland, 2009 (lire en ligne), p. 212
37. ↑  (en) Bill Paxton, The Fearless Harry Greb: Biography of a Tragic Hero of Boxing, McFarland, 2009 (lire en ligne), p. 159 à 161
38. 1 2  (en) Monte D. Cox, « Harry Greb, The Human Windmill...“A Perpetual Motion Machine.” », sur tripod.com (consulté le 2 août 2021).
39. ↑  (en) Bill Paxton, The Fearless Harry Greb: Biography of a Tragic Hero of Boxing, McFarland, 2009 (lire en ligne), p. 25
40. ↑  (en) Bill Paxton, The Fearless Harry Greb: Biography of a Tragic Hero of Boxing, McFarland, 2009 (lire en ligne), p. 60
41. ↑  (en) Bill Paxton, The Fearless Harry Greb: Biography of a Tragic Hero of Boxing, McFarland, 2009 (lire en ligne), p. 73
42. ↑  (en) Bill Paxton, The Fearless Harry Greb: Biography of a Tragic Hero of Boxing, McFarland, 2009 (lire en ligne), p. 128-129
43. ↑  (en) Bill Paxton, The Fearless Harry Greb: Biography of a Tragic Hero of Boxing, McFarland, 2009 (lire en ligne), p. 177
44. ↑  (en) Boxrec, « The 80 Best Fighters of the Last 80 Years », sur Boxrec.com (consulté le 2 août 2021)
45. ↑  (en) Bert Sugar, « Bert Sugar's All-Time Greatest Fighters », sur si.com (consulté le 2 août 2021)
46. ↑  (en) Max Kellerman, « Classement des boxeurs par Kellerman », sur Twitter (consulté le 2 août 2021)
47. ↑  (en) International Boxing Research Organization., « IBRO ALL-TIME RATINGS », sur ibroresearch.com (consulté le 2 août 2021)
48. ↑  (en) Boxing Hall of Fame, « The Best Boxers in History », sur boxinghalloffame.com (consulté le 4 août 2021)
49. ↑  (en) Biographie de Harry Greb sur le site de l'International Boxing Hall Of Fame (ibhof.com)